# Protocol – Alles tanzt nach meiner Pfeife
Protocol – Alles tanzt nach meiner Pfeife (Protocol) ist eine US-amerikanische Filmkomödie von Herbert Ross aus dem Jahr 1984.

## Handlung
Die in Washington D.C. tätige Kellnerin Sunny Davis rettet zufällig einen arabischen Emir vor einem Anschlag. Dabei wird sie verletzt; sie wird in den Medien als Heldin gefeiert. 
Das Außenministerium bittet Davis, den Emir während seines Besuchs in den USA zu begleiten. Es wird mehrmals wiederholt, dass der Emir sich amüsieren soll. Davis wird beim Außenministerium eingestellt.
Der Emir verliebt sich in Davis, die ihn in sein Land begleitet. Dort erfährt sie, dass sie ihn heiraten soll, obwohl er bereits mehrere Frauen hat. Die Hochzeit hat das Außenministerium ausgemacht, als Gegenleistung dürfen die USA eine Militärbasis errichten. Im Land bricht eine Revolution aus, Davis kehrt in die USA zurück.
Davis kündigt ihre Stelle beim Außenministerium, was ihr Kollege Michael Ransome ebenfalls tut. Sie sagt vor einem Ausschuss des US-Senats aus. Sie sagt, sie habe erst nach dem Treffen mit dem Emir die US-Verfassung gelesen. Ihre Chefs beim Außenministerium hätten es bereits früher getan, verstünden aber nicht, was dort stünde.
Davis kandidiert in den Kongress der Vereinigten Staaten, Ransome wird ihr Wahlkampfmanager und Ehemann. Sie gewinnt die Wahl.

## Kritiken
Roger Ebert schrieb in der Chicago Sun-Times, dass der von Goldie Hawn gespielte Charakter originell sei. Er konnte nicht glauben, dass der Film ein „standardisiertes Hollywood-Ende“ habe. Außerdem kritisierte er eine Partyszene, die „Klischees“ beinhalte.
Dave Kehr schrieb im Chicago Reader, jede Szene diene dem „Ego“ der Hauptdarstellerin, welches „ozeanische“ Dimensionen habe. Einige Charaktere seien funktionslos.

## Hintergrund
Der Film wurde in Washington D.C. und in Tunesien gedreht. Er spielte in den Kinos der USA ca. 26,3 Millionen US-Dollar ein.